# Naissance en 1906
Naissance
- 1902
- 1903
- 1904
- 1905
- 1906
- 1907
- 1908
- 1909
- 1910

Cette page dresse une liste de personnalités nées au cours de l'année 1906. 

La liste des naissances est présentée dans l'ordre chronologique.

La liste des personnes référencées dans Wikipédia est disponible dans la page de la Catégorie: Naissance en 1906.

## Janvier
- 1er janvier : Giovanni D'Anzi, musicien et compositeur italien († 15 avril 1974).
- 5 janvier :
  - Chrix Dahl, peintre et illustrateur norvégien († 16 juin 1994).
  - Pierre Seghers, poète et éditeur français († 4 novembre 1987).
  - Fred Toones, acteur américain († 13 février 1962).
- 6 janvier :
  - Walter Battiss, peintre britannique puis sud-africain († 20 août 1982).
  - Arthur Bossler, résistant français chef des FFI de La Robertsau  († 2 octobre 1973).
  - Gino Gregori, peintre italien († 16 mai 1973).
  - Yvonne Mottet, peintre et lithographe française († 12 septembre 1968).
- 9 janvier :
  - Janko Brašić, peintre serbe puis yougoslave († 15 juin 1994).
  - Émile Chanoux, homme politique italien († 18 mai 1944).
- 11 janvier : 
  - Abdulkerim Alizada, historien azerbaïdjanais († 3 décembre 1979).
  - Albert Hofmann, chimiste suisse, inventeur du LSD († 29 avril 2008).
- 12 janvier : Emmanuel Levinas, philosophe français d'origine lituanienne († 25 décembre 1995).
- 13 janvier :
  - Maxime Jacob : compositeur français († 25 février 1977).
  - Zhou Youguang, linguiste, économiste et écrivain chinois († 14 janvier 2017).
- 14 janvier : William Bendix, acteur britannique († 14 décembre 1964).
- 15 janvier : Aristote Onassis, armateur grec 2d époux de Jacqueline Kennedy († 15 mars 1975).
- 18 janvier : Hans Aeschbacher, sculpteur abstrait suisse († 27 janvier 1980).
- 20 janvier : Maurice Mourlot, peintre, lithographe, graveur et dessinateur français († 15 mars 1983).
- 22 janvier :
  - Robert E. Howard, écrivain américain d'heroic fantasy († 11 juin 1936).
  - Paolo Pedretti, coureur cycliste italien († 22 février 1983).
- 23 janvier : Lester Horton, danseur, chorégraphe et pédagogue américain († 2 novembre 1953).
- 27 janvier : Radamés Gnattali, musicien et compositeur brésilien († 3 février 1988).
- 31 janvier : Benjamin Frankel, pianiste, compositeur et chef d'orchestre anglais († 12 février 1973).

## Février
- 1er février :
  - Ángel Borlenghi, dirigeant syndical et homme politique argentin († 6 août 1962).
  - Pierre Capdevielle, compositeur et chef d'orchestre français († 9 juillet 1969).
- 2 février :
  - Gösta Carlsson, coureur cycliste suédois († 5 octobre 1992).
  - Sarkis Garabedian, joueur et entraîneur de football français d'origine arménienne († 14 janvier 1999).
  - Sim Var, |premier ministre cambodgien († 24 octobre 1969).
- 4 février :
  - Nicholas Georgescu-Roegen, économiste roumain, théoricien de la décroissance († 30 octobre 1994).
  - Clyde William Tombaugh, astronome américain († 17 janvier 1997).
- 5 février : 
  - Mariano Cañardo, coureur cycliste espagnol († 20 juin 1987).
  - John Carradine, acteur américain († 27 novembre 1988).
- 7 février : Pu Yi, dernier empereur de Chine († 17 octobre 1967).
- 8 février : Gustavo Pittaluga, compositeur, chef d'orchestre et essayiste espagnol († octobre 1975).
- 10 février : Lon Chaney Jr., acteur américain († 12 juillet 1973).
- 11 février : Yves Baudrier, compositeur français († 9 novembre 1988).
- 13 février : Marius Péraudeau, écrivain, peintre et éditeur français († 29 mai 1992).
- 15 février : Jan Pijnenburg, coureur cycliste sur piste néerlandais († 2 décembre 1979).
- 17 février : Mary Brian, actrice américaine († 30 décembre 2002).Pu Yi, dernier empereur de Chine

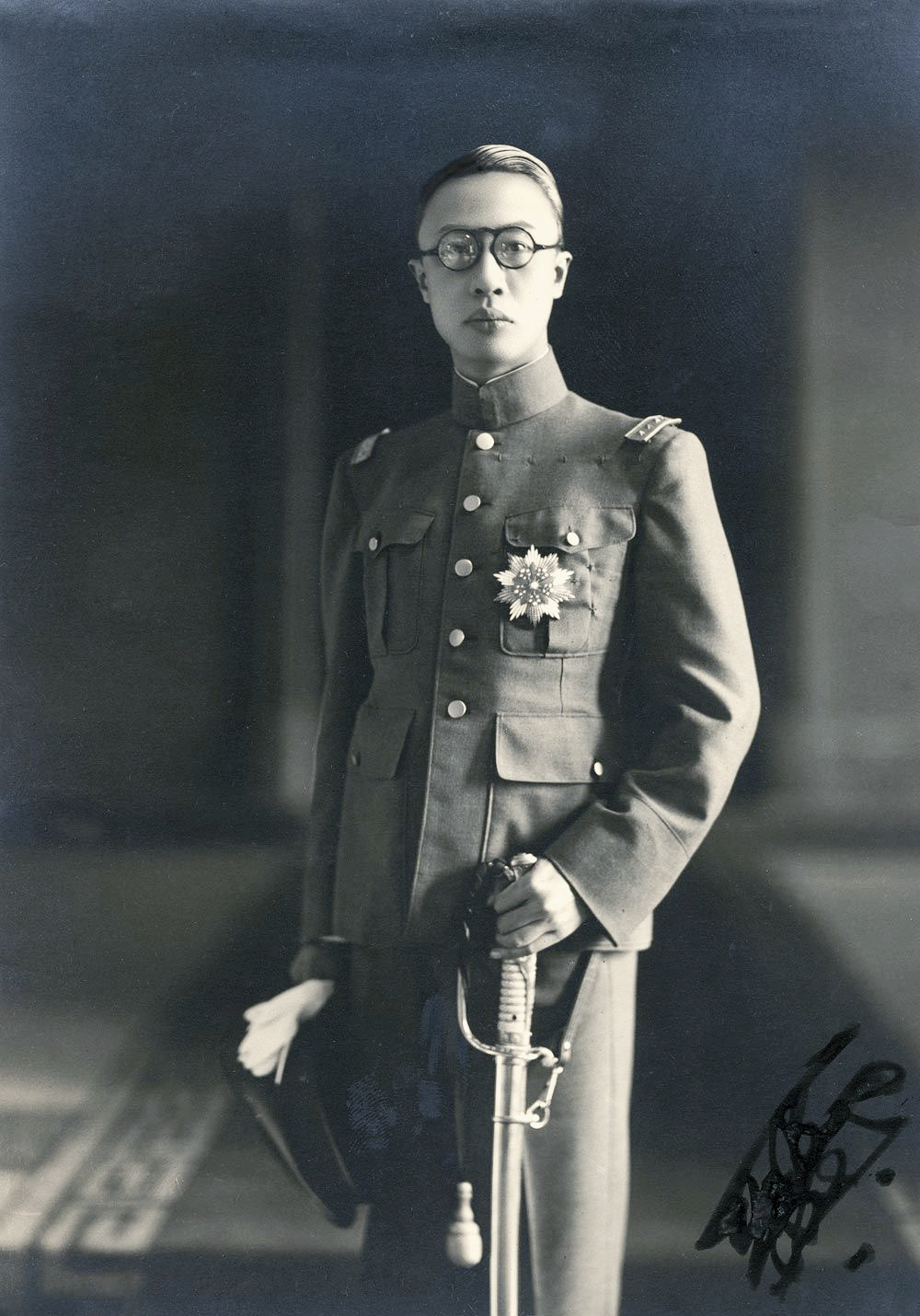
Pu Yi, dernier empereur de Chine

- 18 février : Hans Asperger, psychiatre autrichien, pionnier sur l'étude de l'autisme († 21 octobre 1980).
- 20 février : Gale Gordon, acteur américain († 30 juin 1995).
- 22 février :
  - Julien Dominique, footballeur français († 28 décembre 1955).
  - Jacques Grimaldi, homme politique français († 15 novembre 2002).
  - Egano Righi-Lambertini, cardinal italien, nonce apostolique au Liban (en), puis au Chili (en), en Italie (en) et enfin en France († 4 octobre 2000).
- 25 février : Gilbert Blanc, peintre français († 5 juin 1993).
- 26 février : 
  - Madeleine Carroll, actrice anglaise († 2 octobre 1987).
  - Níkos Chatzikyriákos-Ghíkas, peintre, sculpteur, graveur et écrivain grec († 3 septembre 1994).
- 27 février :
  - Julio Alejandro, poète, scénariste, réalisateur, acteur et compositeur espagnol († 22 septembre 1995).
  - Georges Leduc, peintre et réalisateur de films d'animation français († 12 août 1968).
- 28 février :
  - André Bizette-Lindet, sculpteur et peintre français († 28 décembre 1998).
  - Henriette Gröll, peintre française († 28 mars 1996).
  - Orazi, peintre français († 19 janvier 1979).

## Mars
- 1er mars : Abdus Sattar, homme d'État bangladais († 5 octobre 1985).
- 3 mars : Albert Barthélémy, coureur cycliste français († 26 novembre 1988).
- 6 mars :
  - Francesco Chieffi, homme politique italien († 15 novembre 1968).
  - Lou Costello, acteur américain († 3 mars 1959).
- 7 mars : Ramón Carrillo, neurochirurgien, neurobiologiste, médecin et homme politique argentin († 20 décembre 1956).
- 8 mars :
  - Pierre Billotte, militaire et homme politique français († 29 juin 1992).
  - Francesco Cepeda, coureur cycliste espagnol († 14 juillet 1935).
- 9 mars :
  - Joseph Mauclair, coureur cycliste français († 5 février 1990).
  - Louis Peglion, coureur cycliste français († 12 août 1986).
- 12 mars : John Arledge, acteur américain († 15 mai 1947).
- 14 mars : Rodolfo Biagi, pianiste, compositeur et chef d'orchestre argentin de tango († 24 septembre 1969).
- 15 mars :
  - Francisco Maroto, militant anarchiste espagnol († 12 juillet 1940).
  - Léon Tutundjian, peintre français d'origine arménienne († 1er décembre 1968).
- 18 mars : Erwin Müller, homme politique allemand († 27 février 1968).
- 19 mars : Normand Lockwood, compositeur américain († 9 mars 2002).
- 20 mars :
  - Hugh McDermott, acteur écossais († 29 janvier 1972).

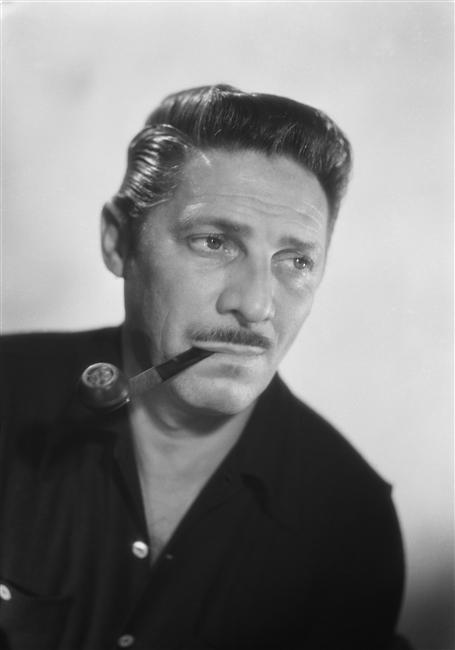
Jean Sablon, premier chanteur à utiliser un microphone

  - Jean Sablon, premier chanteur à utiliser un microphoneOzzie Nelson, acteur, réalisateur, producteur, scénariste et chef d'orchestre américain († 3 juin 1975).
- 22 mars :
  - Marcel Hastir, peintre belge († 2 juillet 2011).
  - Guglielmo Segato, coureur cycliste italien († 19 juillet 1979).
- 24 mars : Robert Adler, acteur américain († 19 décembre 1987).
- 25 mars : 
  - Robert Bourdon, doyen masculin des Français du 13 janvier 2016 à sa mort († 9 mars 2016).
  - Dawson Trotman, évangéliste américain († 18 juin 1956).
  - Jean Sablon, chanteur français († 24 février 1994).
- 26 mars : Henri Cadiou, peintre français († 6 avril 1989).
- 27 mars : Bernhard Britz, coureur cycliste suédois († 31 mai 1935).
- 28 mars : Robert Allen, acteur américain  († 9 octobre 1998).
- 29 mars :
  - E. Power Biggs, organiste de concert anglais naturalisé américain († 10 mars 1977).
  - Tamara Khanum, danseuse ouzbèke († 30 juin 1991)
- 30 mars : Gérard Ambroselli, peintre, graveur et sculpteur français († 20 novembre 2000).
- ? mars : Jeanne Corbin, enseignante, syndicaliste et femme politique canadienne († 7 mai 1944).

## Avril
- 1er avril : Secondo Casadei, musicien, violoniste, arrangeur, compositeur et chef d'orchestre italien († 19 novembre 1971).
- 2 avril : René Stouvenel, responsable des Forces françaises de l'intérieur de la vallée de la Bruche († 2 juin 1985).
- 4 avril : Willy Falck Hansen, coureur cycliste danois(† 18 mars 1978).
- 8 avril : Adolf Schön, coureur cycliste allemand († 2 août 1987).
- 9 avril :
  - Antal Doráti, chef d'orchestre hongrois naturalisé américain († 13 novembre 1988).
  - Victor Vasarely, plasticien hongrois, né austro-hongrois et naturalisé français († 15 mars 1997).
- 13 avril : Samuel Beckett, écrivain britannique († 22 décembre 1989).

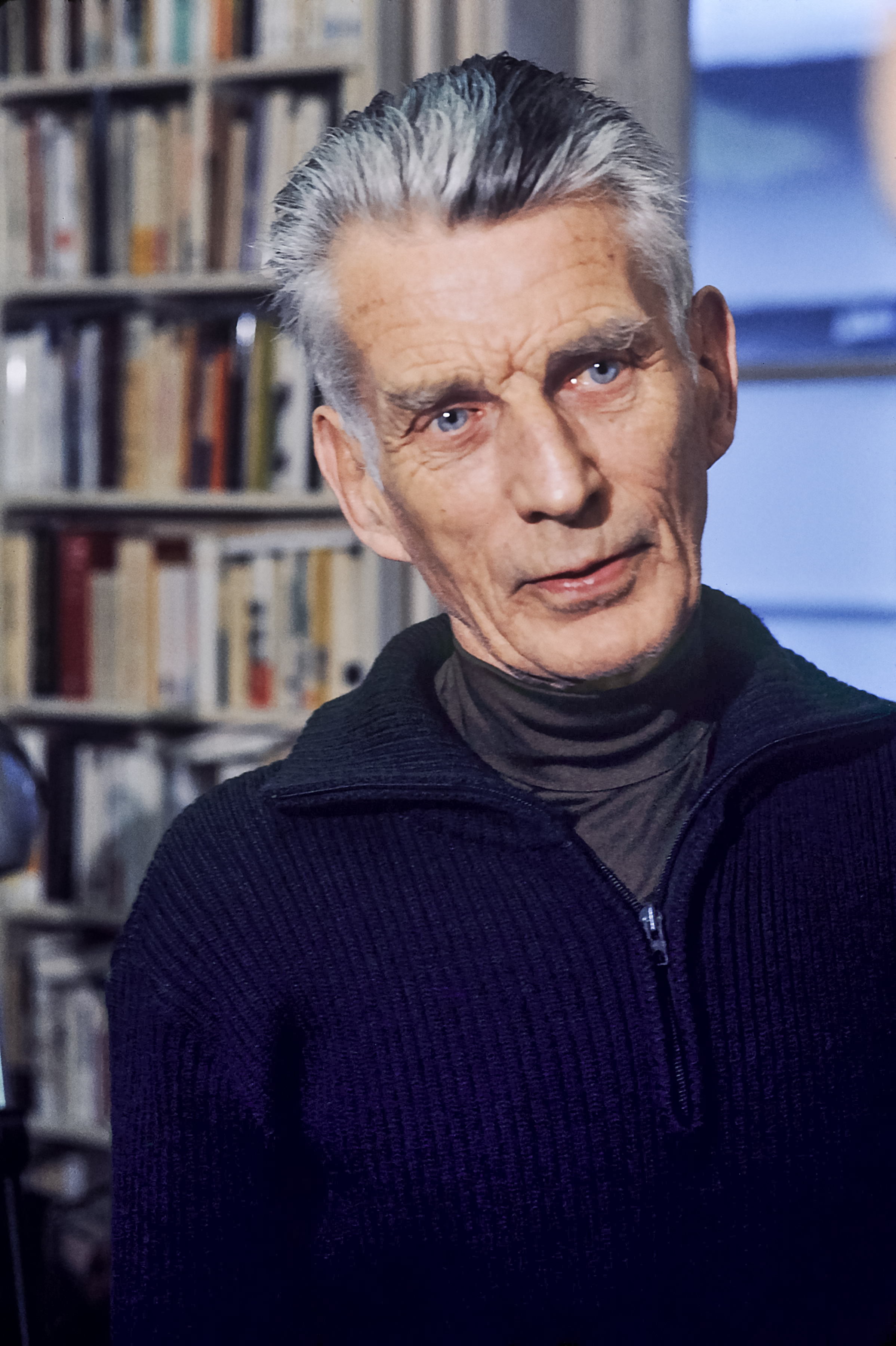
Samuel Beckett, Prix Nobel de littérature 1969

- Samuel Beckett, Prix Nobel de littérature 196915 avril : Penn Nouth, homme politique cambodgien († 18 mai 1985).
- 16 avril :
- William Peden, coureur cycliste canadien († 26 janvier 1980).
- Lucette Bousquet, professeur de piano, Juste parmi les nations († 2005).
- 17 avril : Rudolf Schündler, acteur et metteur en scène allemand († 12 décembre 1988).
- 21 avril : Andréas Rosenberg, peintre aquarelliste français d'origine austro-ukrainienne († 14 juin 2002).
- 22 avril :
  - Eddie Albert, acteur et producteur américain († 26 mai 2005).
  - Camille Foucaux, coureur cycliste français spécialiste du cyclo-cross († 16 octobre 1976).
  - Eric Fenby, compositeur, chef d'orchestre, pianiste, organiste et professeur britannique († 18 février 1997).
- 24 avril : William Joyce, homme politique et journaliste américain d'origine britannique († 3 janvier 1946).
- 25 avril : Meyer Fortes, anthropologue britannique († 27 janvier 1983).
- 27 avril : Xavier de Langlais, peintre, graveur et écrivain français († 14 juin 1975).
- 28 avril :
  - Boileau-Narcejac, écrivain français († 16 janvier 1989).
  - Kurt Gödel, mathématicien américain († 14 janvier 1978).
  - Jutta Graae, résistante danoise († 25 mars 1997).
- 29 avril : Pierre Molaine, écrivain français († 17 octobre 2000).
- ? avril : Robert Raglan, acteur britannique († 18 juillet 1985).

## Mai
- 1er mai : Jacqueline Gaussen Salmon, peintre française († 1er septembre 1948).
- 2 mai : Maurice Thiriet, compositeur français († 28 septembre 1972).
- 3 mai : Mary Astor, actrice américaine († 25 septembre 1987).
- 4 mai :
  - Louis Le Bastard, officier français, compagnon de la Libération († 23 janvier 1945).
  - Esmond Knight, acteur anglais († 23 février 1987).
- 5 mai :Roberto Rossellini, réalisateur de "Rome, ville ouverte"

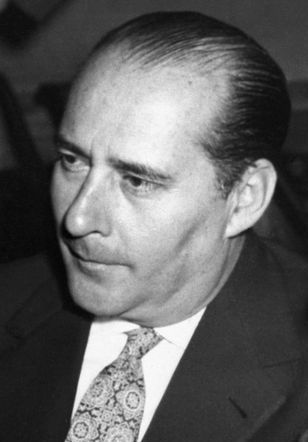
Roberto Rossellini, réalisateur de "Rome, ville ouverte"

  - Araksi Babayan, chimiste arménienne († 13 février 1993).
  - Victoriano de Santos, footballeur espagnol († 26 février 1943).
- 6 mai : André Weil, mathématicien français († 6 août 1998).
- 8 mai : Roberto Rossellini, réalisateur italien († 3 juin 1977).
- 11 mai : Richard Overton, supercentenaire américain († 27 décembre 2018).
- 12 mai : Henri Saada, peintre franco-tunisien († 19 mars 1976).
- 14 mai : Nadejda Joffé, militante trotskiste russe puis soviétique († 18 mars 1999).
- 16 mai : Arturo Uslar Pietri, écrivain vénézuélien († 26 février 2001).
- 17 mai : Horace McMahon, acteur américain († 17 août 1971).
- 19 mai : Bruce Bennett, acteur américain († 24 février 2007).
- 20 mai : Giuseppe Siri, cardinal italien, archevêque de Gênes († 2 mai 1989).
- 21 mai : Raymond Moisset, peintre expressionniste français de l'École de Paris († 15 avril 1994).
- 23 mai : Georges Manillier, peintre, architecte et professeur français († 30 mai 1981).
- 24 mai : Yves Floc'h, peintre français († 12 août 1990).
- 25 mai : Raymond Rochette, peintre français († 26 décembre 1993).
- 29 mai : Paul Almásy, photographe hongrois († 23 septembre 2003)

## Juin
- 3 juin :
  - Joséphine Baker, chanteuse américaine francophone († 12 avril 1975).
  - Raymond Borremans, musicien, globe-trotter et encyclopédiste français († 22 juillet 1988).
- 5 juin : Ruth Rewald, autrice de littérature jeunesse allemande († 1942).
- 8 juin : Léon Raffin, peintre français († 26 septembre 1996).
- 6 juin : Octave Dayen, coureur cycliste français († 14 septembre 1987).

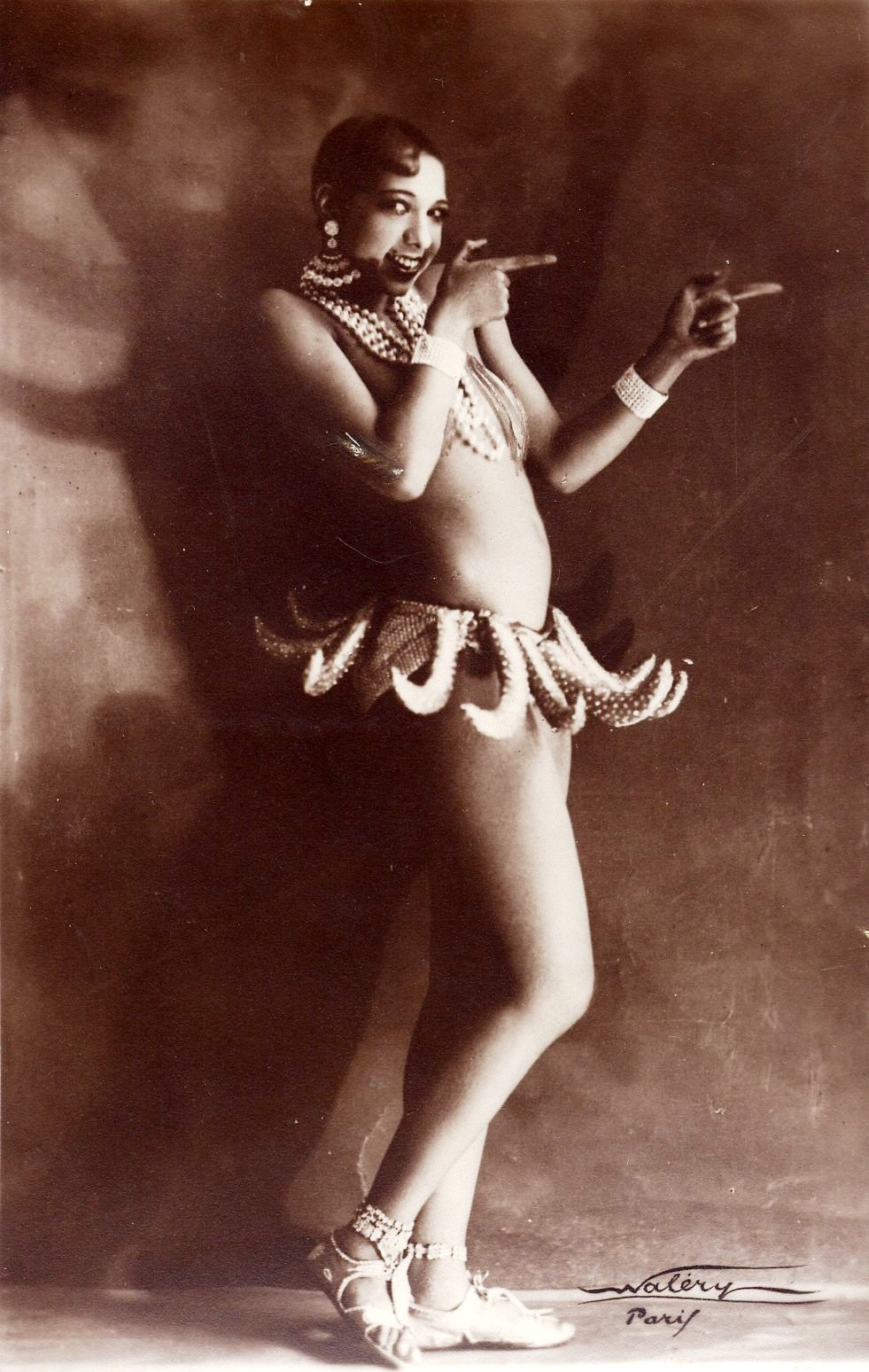
Joséphine Baker, 1^{ère} femme noire a entré au Panthéon

- 7 juin : Jean Moral, photographe et peintre français († 29 décembre 1999).Joséphine Baker, 1ère femme noire a entré au Panthéon10 juin : Tekla Juniewicz, supercentenaire polonaise († 19 août 2022).
- 12 juin : Sandro Penna, poète italien († 21 janvier 1977).
- 19 juin : Claire Olivier-Tiberghien, peintre et professeur de dessin française († 20 novembre 1987).
- 21 juin : 
  - Helene Costello, actrice britannique († 26 janvier 1957).
  - Telmo García, coureur cycliste espagnol († 7 janvier 1972).
- 22 juin :
  - Anne Morrow Lindbergh, aviatrice américaine, épouse de Charles Lindbergh († 7 février 2001).
  - Seitzhan Omarov, écrivain Kazakh († 19 décembre 1985).
  - Billy Wilder, scénariste et réalisateur († 27 mars 2002).
- 24 juin : Hans Jaray, acteur, metteur en scène et scénariste autrichien († 6 janvier 1990).
- 25 juin : Roger Livesey, acteur britannique († 4 février 1976).
- 26 juin : David Gámiz, footballeur espagnol († 19 novembre 1989).
- 28 juin :
  - Grand'Mère Paris, de son vrai nom Élise Nonclercq, peintre et antiquaire française († 17 décembre 1982).
  - Yoshimi Ueda, joueur et dirigeant de basket-ball japonais († 9 novembre 1996).
- 30 juin : 
  - Max Bucaille, peintre, sculpteur et poète français († 1er avril 1996).
  - Tony Mann, réalisateur britannique († 29 juin 1967).

## Juillet
- 2 juillet :
  - Károly Kárpáti, lutteur hongrois († 23 septembre 1996).
  - Alan Webb, acteur britannique († 22 juin 1982).
- Ichimaru, célèbre Geisha chanteuse des années 30 3 juillet : 

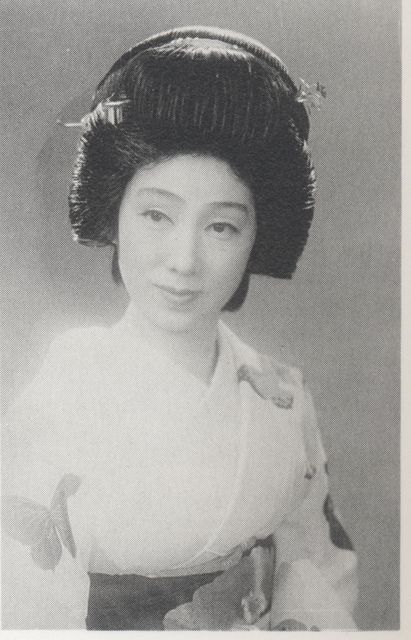
Ichimaru, célèbre Geisha chanteuse des années 30

  - Guillaume de Van, musicologue et chef de chœur français d'origine américaine († 2 juillet 1949).
  - George Sanders, acteur américain († 25 avril 1972).
- 6 juillet : Jacques Fourcy, peintre français († 16 mars 1990).
- 9 juillet : Elisabeth Lutyens, compositrice britannique († 14 avril 1983).
- 16 juillet : Ichimaru, geisha et chanteuse de musique populaire japonaise († 17 février 1997).
- 17 juillet :
  - John Carroll, acteur américain († 24 avril 1979).
  - Dunc Gray, coureur cycliste australien († 30 août 1996).
- 20 juillet :
  - Călin Alupi, peintre roumain associé au mouvement post-impressionniste († 19 septembre 1988).
  - Edmond Boissonnet, plasticien français († 28 décembre 1995).
- 23 juillet : Clancy Cooper, acteur américain († 14 juin 1975).
- 27 juillet : Jalaludin Abdur Rahim, philosophe politique et politicien pakistanais († 1977).
- 29 juillet : Thelma Todd, actrice américaine († 16 décembre 1935).
- 31 juillet : Beniamino Joppolo, écrivain, romancier, dramaturge, essayiste, poète et peintre italien († 2 octobre 1963).

## Août
- 1er août :
  - Nelly Marez-Darley, peintre française († 16 avril 2001).
  - Jean Van de Cauter, compositeur, organiste et organier belge († 27 juillet 1979).
- 4 août : Marie-José de Belgique, reine Italie († 27 janvier 2001).
- 5 août : 
  - John Huston, acteur, scénariste et réalisateur américain († 28 août 1987).
  - Francis Walder, écrivain belge d'expression française († 10 avril 1997).
  - Ettore Majorana, physicien italien († après 1959).
  - Joan Hickson, actrice anglaise († 17 octobre 1998).
- 6 août : Vic Dickenson, musicien de jazz américain spécialiste du trombone († 16 novembre 1984).
- John Huston, Oscar Meilleur Réalisateur en 1949 pour "Le Trésor de la Sierra Madre"7 août :

John Huston, Oscar Meilleur Réalisateur en 1949 pour "Le Trésor de la Sierra Madre"

  - Jacques Dupont, pianiste et compositeur français († 21 mars 1985).
  - Cipriano Reyes, dirigeant syndical et homme politique argentin († 1er août 2001).
- 9 août : Dorothy Jordan, actrice américaine († 7 décembre 1988).
- 14 août : Luigi Roccati, peintre italien († 9 mars 1967).
- 15 août : Finn Viderø, organiste et compositeur danois († 13 mars 1987).
- 18 août : Romano Gazzera, peintre italien († 24 mai 1985).
- 19 août : Eddie Durham, tromboniste, guitariste et arrangeur de jazz américain († 6 mars 1987).
- 20 août :
  - Charles Arnt, acteur américain († 6 août 1990).
  - Eizō Katō, peintre japonais du style nihonga († 24 mai 1972).
- 21 août : Joaquim Homs, compositeur espagnol d'origine catalane († 9 septembre 2003).
- 23 août : Zoltán Sárosy, joueur d'échecs canadien d'origine hongroise († 19 juin 2017).
- 24 août : Manuel Vidal, footballeur espagnol († 17 juin 1998).
- 25 août : József Veres, homme politique hongrois († 29 juin 1993).
- 26 août : 
  - Hale Asaf, peintre turque († 31 mai 1938).
  - Andreï Kirilenko, homme politique russe puis soviétique († 12 mai 1990).
- 28 août : John Betjeman, écrivain, poète et journaliste britannique († après 1959 ).
- 30 août : Joan Blondell, actrice et chanteuse britannique († 25 décembre 1979).

## Septembre
- 1er septembre :
  - Franz Biebl, compositeur allemand († 2 octobre 2001).
  - Joaquín Balaguer Ricardo, homme politique dominicain († 14 juillet 2002).
  - Kurt Pratsch-Kaufmann, acteur allemand († 24 juin 1988).
- 4 septembre :
  - Luis Marín Sabater, footballeur espagnol († 21 décembre 1974).
  - Alexander Moyzes, compositeur et pédagogue slovaque († 20 novembre 1984).
- 5 septembre : Peter Mieg, compositeur, peintre et écrivain suisse († 7 décembre 1990).
- 6 septembre : Saburō Hasegawa, peintre japonais († 11 mars 1957).
- 11 septembre : Robert Hainard, graveur sur bois et écrivain suisse († 26 décembre 1999).
- 12 septembre : 
  - Dmitri Chostakovitch, compositeur russe († 9 août 1975).
  - Gerhard Winkler, compositeur allemand de musique légère († 25 septembre 1977).
- 14 septembre : Flávio Costa, joueur et entraîneur de football brésilien († 22 novembre 1999).
- 15 septembre : Jacques Becker, réalisateur, acteur, scénariste français († 21 février 1960).
- 16 septembre : Françoise Élie, résistante française († 14 juillet 1968).
- 21 septembre : Derrick De Marney, acteur et producteur anglais († 18 février 1978).
- 25 septembre :
  - Dmitri Chostakovitch, compositeur de musique († 9 août 1975).
  - Giuseppe Macedonio, céramiste, peintre et sculpteur italien († 22 février 1986).
- 29 septembre : Jules Merviel, coureur cycliste français († 1er septembre 1978).
- 30 septembre :
  - Mireille, chanteuse, actrice et animatrice de télévision († 29 décembre 1996).
  - Václav Smetáček, hautboïste, chef d'orchestre et pédagogue austro-hongrois puis tchécoslovaque († 18 février 1986).

## Octobre
- 2 octobre : Saïd Boualam, Harki Algérien et député de l'Algérie, vice président de l'Assemblée nationale († 8 février 1982).
- 6 octobre :
  - Janet Gaynor, actrice américaine († 14 septembre 1984).
  - Mohand Cherif Sahli, historien, écrivain et homme politique algérien († 4 juillet 1989).
- 7 octobre : Francetta Malloy, actrice américaine († 17 juillet 1978).
- 9 octobre :
  - Sayyid Qutb, poète, essayiste, critique littéraire et militant musulman égyptien († 29 août 1966).

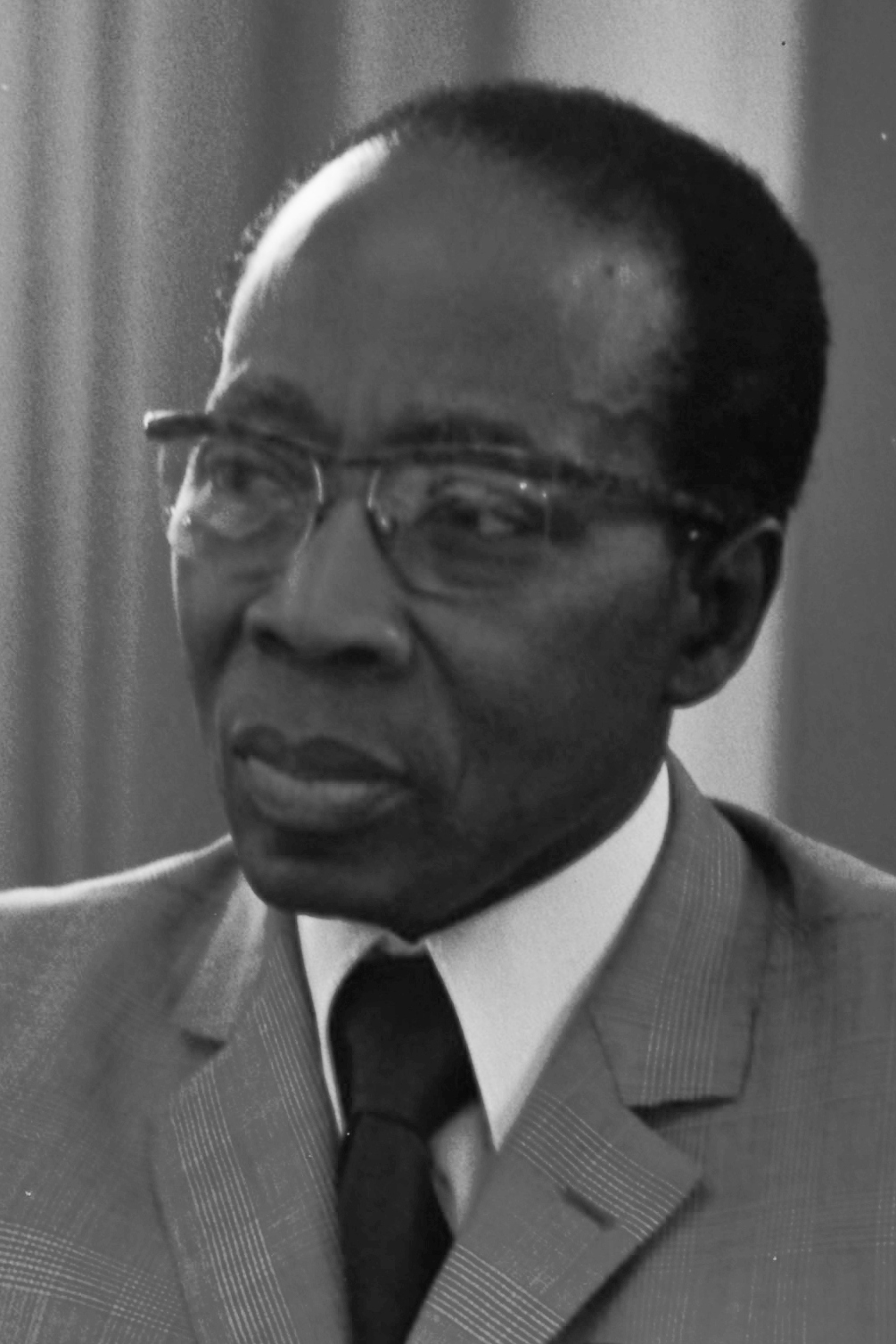
Léopold Sédar Senghor, président du Sénégal de 1960 à 1980

  - Léopold Sédar Senghor, président du Sénégal de 1960 à 1980Léopold Sédar Senghor, poète et premier président du Sénégal († 20 décembre 2001).
  - Wolfgang Staudte, acteur, réalisateur et scénariste allemand († 19 janvier 1984).
- 13 octobre :
  - Louis Harmand, historien français († 2 juin 1974).
  - Pierre Bach, peintre paysagiste français († 8 juin 1971).
- 14 octobre :
  - Hannah Arendt, philosophe allemande († 4 décembre 1975).
  - Anšlavs Eglītis, écrivain letton († 4 mars 1993).
- 16 octobre :
  - Dino Buzzati, écrivain et peintre italien, journaliste au Corriere della Sera, dessinateur, nouvelliste, poète et dramaturge († 28 janvier 1972).
  - León Klimovsky, réalisateur, scénariste, acteur et producteur argentino-espagnol († 8 avril 1996).
- 20 octobre : Johnny Moore, guitariste de blues américain († 6 janvier 1969).
- 21 octobre : Ernesto Civardi, cardinal italien de la curie romaine († 28 novembre 1989).
- 22 octobre : 
  - Kees van Baaren, compositeur et enseignant néerlandais († 2 septembre 1970).
  - Valentine Ligny, supercentenaire française († 4 janvier 2022).
- 23 octobre : Élisabeth Faure, peintre orientaliste française († 18 mars 1964).
- 28 octobre : Key Sato, peintre japonais († 8 mai 1978).
- 29 octobre : Fredric Brown, écrivain américain († 11 mars 1972).

## Novembre
- 1er novembre : Ramon Llorens, footballeur espagnol († 4 février 1985).
- 2 novembre :
  - Georges Massard, supercentenaire français et doyen de France († 24 novembre 2016).
  - Luchino Visconti, réalisateur italien († 17 mars 1976).
- 10 novembre : Mai-Thu, peintre français d'origine vietnamienne († 10 octobre 1980).
- 11 novembre : Lalla Romano, écrivain, journaliste et peintre italienne († 26 juin 2001).
- 14 novembre :Soichiro Honda, fondateur en 1948 de Honda Motor Company

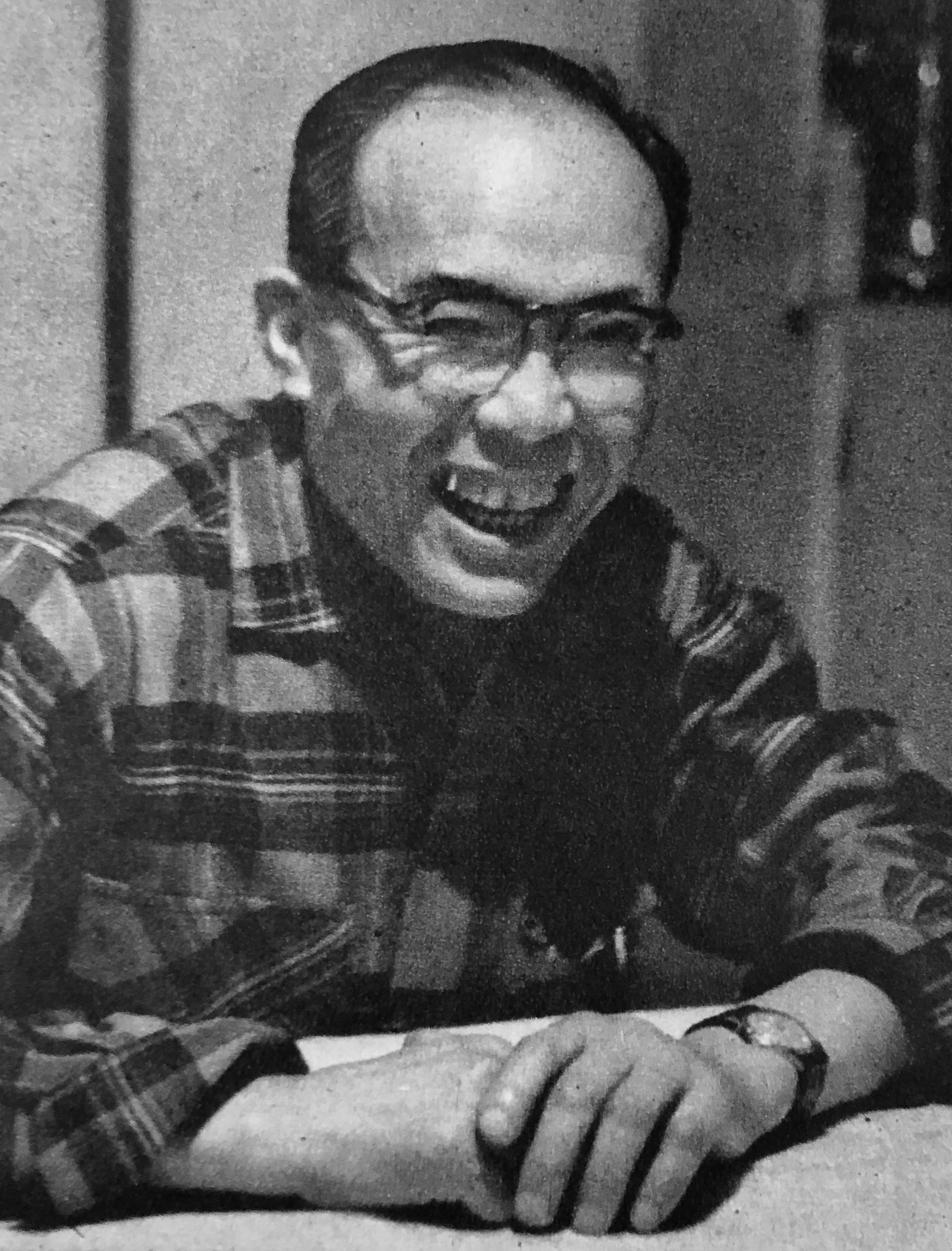
Soichiro Honda, fondateur en 1948 de Honda Motor Company

  - Louise Brooks, actrice américaine surnommé Loulou († 8 août 1985).
  - Gustavo Durán, musicien, militaire, écrivain et diplomate espagnol († 26 mars 1969).
- 16 novembre :
  - Octavio Antonio Beras Rojas, cardinal, archevêque de Saint-Domingue († 30 novembre 1990).
  - Marie-Louise Blondin, peintre et illustratrice française († 23 septembre 1983).
- 17 novembre : 
  - Betty Bronson, actrice américaine († 19 octobre 1971).
  - Soichiro Honda, fondateur de Honda († 5 août 1991).
- 18 novembre :
  - Corneliu Baba, peintre roumain († 28 décembre 1997).
  - Guido Wieland, acteur autrichien († 10 mars 1993).
- 19 novembre : Jacques Leguerney, compositeur français († 10 septembre 1997).
- 21 novembre : Leonida Frascarelli, coureur cycliste italien († 18 juin 1991).
- 27 novembre :
  - Samuel Baud-Bovy, musicien, ethnomusicologue, professeur et homme politique suisse († 2 novembre 1986).
  - Raymond Gernez, homme politique français († 13 décembre 1991).
  - Constantin Papachristopoulos, peintre et sculpteur grec († 3 mars 2004).
- 30 novembre : John Dickson Carr, écrivain américain, auteur de roman policier († 27 février 1977).

## Décembre
- 2 décembre : Jacques Ferronnière, haut fonctionnaire français († 25 décembre 1972).
- 3 décembre :
  - Marc-Armand Lallier, évêque et archevêque français († 11 janvier 1988).
  - Isaac Rojas, officier de marine et homme politique argentin († 12 avril 1993).
- 4 décembre : Conrad Saló, musicien et compositeur espagnol († 8 juillet 1981).

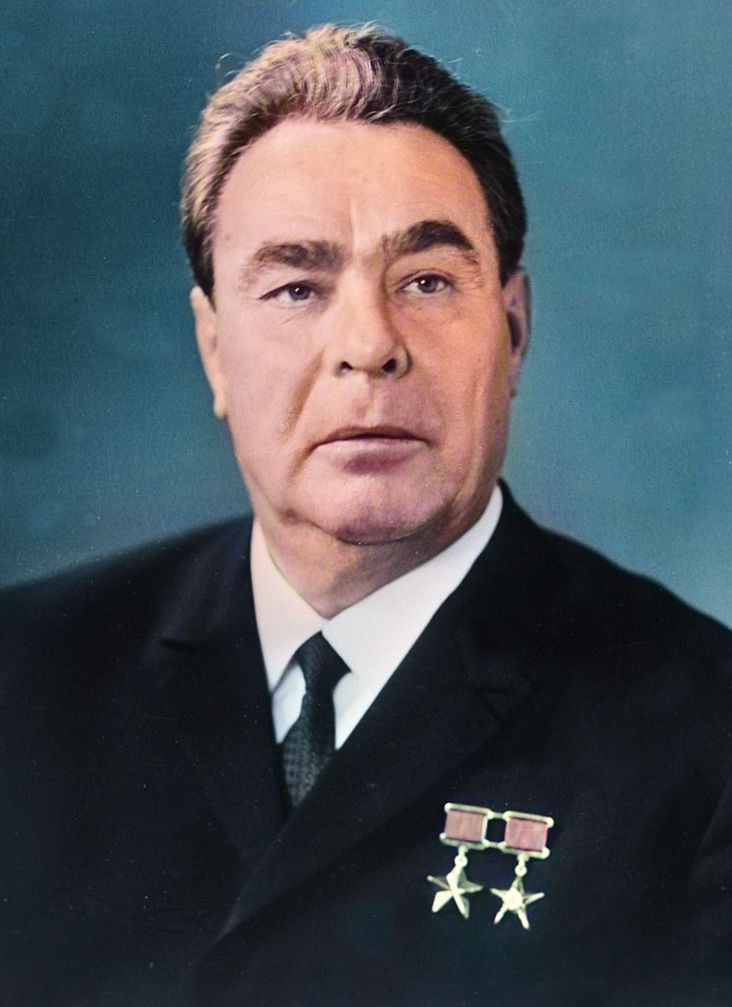
Léonid Brejnev; dirigeant de l'URSS de 1964 à 1982

- Léonid Brejnev; dirigeant de l'URSS de 1964 à 19825 décembre : Michel-Marie Poulain, peintre, mannequin et danseuse française († 9 février 1991).
- 6 décembre : Léonid Brejnev, secrétaire général de l'URSS de 1964 à 1982 († 10 novembre 1982).
- 9 décembre : Sam Saint-Maur, peintre et sculpteur français († 7 décembre 1979).
- 11 décembre : Léopold Édouard Collin, peintre, graveur, illustrateur et affichiste français († 4 août 1983).
- 15 décembre : To Ngoc Van, peintre vietnamien († 17 juin 1954).
- 17 décembre :
  - Fernando Lopes-Graça, compositeur portugais († 27 novembre 1994).
  - Apóstolos Papageorgíou, homme politique grec († 9 septembre 1982).
- 18 décembre : Jeanette Kimball, pianiste de jazz américaine († 28 mars 2001).
- 20 décembre : Elemer Vagh Weinmann, peintre hongrois naturalisé français († 4 janvier 1994).
- 23 décembre : Ross Lee Finney, compositeur américain († 4 février 1997).
- 27 décembre : 
  - Barry K. Barnes, acteur britannique († 12 janvier 1965).
  - Erwin Geschonneck, acteur est-allemand puis allemand († 12 mars 2008).
  - Oscar Levant, acteur américain († 14 août 1972).
- 30 décembre : 
  - Sergueï Korolev, ingénieur, père de l'astronautique soviétique († 14 janvier 1966).
  - Carol Reed, réalisateur américain († 25 avril 1976).

## Date inconnue
- Henri Daoust, philologue et peintre belgo-espagnol († 1982).
- André Fouda, homme politique camerounais († 27 février 1980).
- Thakin Soe, homme politique birman († 6 mai 1989).